# MAGiC BOYZ
MAGiC BOYZ（マジックボーイズ）は、日本のヒップホップグループ。スターダストプロモーションの音楽グループであるEBiDAN 39&KiDSの選抜ユニットである。リュウト（松田琉冬）、トーマ（井上東万）、マヒロ（藤田真広）の3MCとジョー（安本丞）の1DJからなる。
2014年に結成、2018年に解散した。
略称はマジボ。またMAGiC BOYZのファンは「HOMiE（ホーミー）」と呼ばれている。

## 沿革
2014年
- 9月 - EBiDAN39&KiDSの出演する番組「EBiDANアミーゴ！」内のプロジェクトにおいて、井上東万、髙橋楓翔、中村祐翔、松田琉冬の4人で結成。
- 11月24日 - 日本青年館で開催された「EBiDAN39&KiDS 星男祭2014」にてサプライズでクラウドファンディングを利用した映画企画を発表（目標金額100万円）[1]。

2015年
- 1月24日 - MAGiC BOYZの渋谷でチル -lesson.0-「初主演映画企画〆切直前イベント！〜入金しないとかけちゃうぞ。ぴっぴっぴっ〜」開催。2.5Dでのイベント「MAGiC BOYZの渋谷でチル」の月1回の定期開催とそのUstreamでの配信を発表。
- 1月31日 - クラウドファンディングの支援金額が目標額を達成。 映画製作決定となる。
- 3月18日 - MAGiC BOYZの1stシングル『MAGiC SPELL〜かけちゃうぞ！ぴっぴっぴっ〜』が全国で発売。また、アメリカ、台湾、マカオ、フィリピンでも配信リリース開始[2][3]。
- 4月29日 - 新メンバーとしてEBiDAN39からDJマヒロの加入が発表される。以降4MC1DJ体制での活動となる。
- 7月12日 - 新曲「illson feat.NIPPS、オカモトレイジ(OKAMOTO'S)・調子のってる⤴️」iTunes 111か国全世界配信スタート。
- 7月25日 - 新曲「illson feat.NIPPS、オカモトレイジ(OKAMOTO'S)・調子のってる⤴️」アナログ盤リリース。
- 10月18日 - 「MAGiC BOYZの渋谷でチル」内で新メンバーを募集するオーディションの開催が発表される[4]。

2016年
- 2月6日 - 主演映画『イカれてイル?』公開[5][6]。
- 3月19日 - Ustream番組内でフウト、ユウトの卒業が発表された[7]。
- 3月27日 - 渋谷HARLEMにて行われた「リアル中2 卒業パーティー」にて5人体制での最後のパフォーマンスを行った[8]。
- 4月2日 - Ustream番組内で3人体制でのアーティスト写真を発表。マヒロがDJからMCへ転向し3MC兼DJ体制となった。また、4月から2.5Dでの定期イベント「MAGiC BOYZの渋谷でD.D.T.」が開催されることも同時に発表された[9]。
- 4月14日 - 公式LINEアカウントとLINEブログを開設。
- 5月21日 - 「MAGiC BOYZの渋谷でD.D.T.」内で、6月26日の次回同イベントより新DJとしてEBiDAN KiDSのジョーとミロが加入することが発表される。
- 8月24日 - 3rdシングル『Do The D-D-T!!』を発売。
- 10月31日 - 「EBiDAN THE UNiON〜HALLOWEEN PARTY 2016〜」の出演を最後にミロが卒業[10]。
- 11月4日 - 公式ホームページにて新メンバーとしてZEN-LA-ROCKの加入が発表される。

2017年
- 3月27日 - 「平成28年度卒業パーティー」を渋谷HARLEMで開催。このライブをもってZEN-LA-ROCKがグループを卒業。
- 3月29日 - 4thシングル『3.141592』を発売。
- 4月30日 - 渋谷O-EASTにてワンマンライブを開催。
- 8月30日 - アルバム『第一次成長期〜Baby to Boy〜』を発売。EAST END×YURIの市井由理が1曲参加している[11]。

2018年
- 3月7日 - 5thシングル『ハッピーエンドマジック』を発売。
- 7月16日 - SOUND MUSEUM VISIONにて「MAGiC BOYZ iTTAN FiNAL」を開催。このライブをもって全員卒業した。（マヒロは学業と俳優業に専念。リュウト、トーマ、ジョーはHONG¥O.JPとして音楽活動）

2019年
- 4月21日 - HONG¥O.JPのライブ「HONG¥O.JP LAST LIVE～今まで本当にありがとう～」にて、リュウトとトーマがMAGiC BOYZの楽曲を披露し一夜限りの復活。同日にHONG¥O.JPが解散した。

## メンバー

### 活動終了時のメンバー
| 名前     | 本名                         | 生年月日              | 血液型 | 出身地 | 所属    |
| -------- | ---------------------------- | --------------------- | ------ | ------ | ------- |
| リュウト | 松田琉冬 （まつだ りゅうと） | 2002年2月15日（23歳） | B型    | 東京都 | 新人部  |
| トーマ   | 井上東万 （いのうえ とうま） | 2001年6月26日（24歳） | A型    | 静岡県 | 新人部  |
| マヒロ   | 藤田真広 （ふじた まひろ）   | 2001年8月3日（23歳）  | B型    | 埼玉県 | 芸能3部 |
| ジョー   | 安本丞 （やすもと じょう）   | 2005年4月5日（20歳）  | O型    | 東京都 | 芸能1部 |

### 活動中脱退メンバー
| 名前        | 本名                         | 生年月日              | 血液型 | 出身地 | 所属    | 卒業時期   | 備考       |
| ----------- | ---------------------------- | --------------------- | ------ | ------ | ------- | ---------- | ---------- |
| フウト      | 髙橋楓翔 （たかはし ふうと） | 2001年9月21日（23歳） | O型    | 埼玉県 | 芸能3部 | 2016年3月  |            |
| ユート      | 中村祐翔 （なかむら ゆうと） | 2001年5月24日（24歳） | B型    | 東京都 | 芸能3部 | 2016年3月  |            |
| ミロ        | 高岡ミロ （たかおか みろ）   | 2006年10月3日（18歳） | B型    | 東京都 | 芸能1部 | 2016年10月 | 現：Lienel |
| ZEN-LA-ROCK |                              | 1979年10月4日（45歳） | -      | 埼玉県 |         | 2017年3月  |            |

## ディスコグラフィ

### シングル
| 連番 | 発売日         | 曲名                                                         | 収録曲 | オリコン最高位          | 初動売上 | 規格品番                                                                    | 備考                             |  |
| ---- | -------------- | ------------------------------------------------------------ | --- | ----------------------- | -------- | --------------------------------------------------------------------------- | -------------------------------- |  |
| 1    | 2015年3月18日  | MAGiC SPELL〜かけちゃうぞ!ぴっぴっぴっ〜                     | 1. MAGiC SPELL〜かけちゃうぞ!ぴっぴっぴっ〜【LYRiCS ：NIPPS、VIKN / TRACK：nabepro】 2. MAGiC RiDE〜ブン!ブン!ブン!〜【LYRiCS &TRACK：夏目悠一郎】 3. MOTE☆MAGiC【LYRiCS &TRACK：BOO】 4. ドンマイ〜The Shock Doctrine Mix 〜【LYRiCS ：NIPPS、VIKN / TRACK：MACKA-CHIN】      | 106位                   | -        | ZXRC-1003（初回限定盤/CD＋DVD） ZXRC-1004（通常盤/CD）                      | -                                |  |
| -    | 2015年7月25日  | illson feat.NIPPS、オカモトレイジ(OKAMOTO’S) / 調子のってる⤴ | 1. illson feat.NIPPS、オカモトレイジ(OKAMOTO’S) 【LYRiCS：NIPPS、VIKN / TRACK：nabepro / DRUMS：オカモトレイジ(OKAMOTO'S)】 2. 調子のってる⤴【LYRiCS：上鈴木伯周 / TRACK：Taichi Master】                                                                                      | -位(ランキング集計圏外) | -        | HSC0019                                                                     | 7inchアナログ盤                  |  |
| 2    | 2016年2月3日   | ありのままでマジボ                                           | 1. ありのままでマジボ【LYRiC：acharu／TRACK：nabepro】 2. オレでしょ？？ 【LYRiC：先代 J horse／TRACK：DJ BAKU(KAIKOO)】 | 43位                    | -        | ZXRC-1054                                                                   | 映画「イカれてイル？」主題歌(#1) |  |
| 3    | 2016年8月24日  | Do The D-D-T!!                                               | 1. Do The D-D-T!!【LYRiC：抹a.k.aナンブヒトシ／TRACK&MiXED：mel house】 2. 1,2,3 (MCリュウト×SKY-HI)【LYRiC：-／TRACK：-】 2. お茶の国から(MCトーマ×DJみそしるとMCごはん)【LYRiC：-／TRACK：-】 2. イラっとするコト(MCマヒロ×DOTAMA)【LYRiC：マヒロ、DOTAMA／TRACK：Quviokal】 | 10位                    | 9,634枚  | ZXRC-1080（Bi盤） ZXRC-1081（CHA盤） ZXRC-1082（DO盤）                      | -                                |  |
| 4    | 2016年12月25日 | Oh!!!受験☆Night Fever                                        | 1. Oh!!!受験☆Night Fever【LYRiC：ZEN-LA-ROCK／TRACK：Sam is Ohm】 | 8位                     |          | ZXRC-1093                                                                   | HMV限定販売                      |  |
| 5    | 2017年3月29日  | 3.141592                                                     | 1. 3.141592 2. 10000000000YEN（お金があれ盤） 2. ON & ON（これからも盤） 2. 『ずら』との遭遇！（ずら盤） | 17位                    |          | ZXRC-1095（お金があれ盤） ZXRC-1096（これからも盤） ZXRC-1097（ずら盤）     | -                                |  |
| 6    | 2018年3月7日   | ハッピーエンドマジック                                       | 1. ハッピーエンドマジック 2. O.NE.DA.RI（おねだり盤） 2. MAGiC HAND~マジヘン!~（超マジック盤） 2. PAC47（食べざかり盤） | 16位                    |          | ZXRC-1136（おねだり盤） ZXRC-1137（超マジック盤） ZXRC-1138（食べざかり盤） | -                                |  |

### アルバム
|   | 発売日        | タイトル                     | オリコン最高位 | 初動売上 | 規格品番                                                                      | 備考 |
| - | ------------- | ---------------------------- | -------------- | -------- | ----------------------------------------------------------------------------- | ---- |
| 1 | 2017年8月30日 | 第一次成長期 〜Baby to Boy〜 | 11位           | 4,171枚  | ZXRC-2021（純マジボ盤） ZXRC-2022（コラボしてたの！？盤） ZXRC-2023（秘宝盤） |      |

## イベント・ライブ

### 主催イベント
2015年
- 1月24日 - MAGiC BOYZの渋谷でチル -lesson.0-「初主演映画企画〆切直前イベント！〜入金しないとかけちゃうぞ。ぴっぴっぴっ〜」
- 2月11日 - MAGiC BOYZの渋谷でチル -lesson.1-「祝・初主演映画企画決定！そーいえば、バレンタインも近いよね？ぴっぴっぴっ！」
- 3月22日 - MAGiC BOYZの渋谷でチル -lesson.2-「祝「かけちゃうぞ！ぴっぴっぴっ」でCDデビュー！」
- 4月1日 - 渋谷マルイ1F店頭プラザにて「MAGiC BOYZの渋谷でチル -番外編-」
- 4月18日 - コクーン新都心にて「MAGiC SPELL〜かけちゃうぞ！ぴっぴっぴっ〜」発売記念イベント
- 4月25日 - アリオ川口1Fセンターコートにて「MAGiC SPELL〜かけちゃうぞ！ぴっぴっぴっ〜」発売記念イベント
- 4月29日 - MAGiC BOYZの渋谷でチル -lesson.3-「春の重大発表！？」
- 5月31日 - MAGiC BOYZの渋谷でチル -lesson.4-〜リアル中二の初夏・第1回ポイント発表〜
- 6月27日 - MAGiC BOYZの渋谷でチル -lesson.5-〜梅雨なんかぶっとばす！衣替えして…新曲大発表会〜
- 8月22日 - MAGiC BOYZの渋谷でチル -lesson.6-〜初めての両A面…「illson/調子のってる⤴️」祝！アナログ盤発売！
- 8月22日 - MAGiC BOYZの渋谷でチル -lesson.7-〜映画撮影無事終了！　みなさまのおかげでした〜
- 9月20日 - MAGiC BOYZの渋谷でチル -lesson.8-〜リリイベ無事終了！東北にも初上陸しちゃったよ！
- 10月18日 - MAGiC BOYZの渋谷でチル -lesson.9-〜Trick or Treat? 仮装大賞は誰の手に？！そしてマジボに新たな展開が…？！
- 11月22日 - MAGiC BOYZの渋谷でチル -lesson.10-〜先取りクリスマスパーティ！We wish you a Merry X’mas〜
- 12月26日 - MAGiC BOYZの渋谷でチル -lesson.11- 〜マジボ的中2のゆく年くる年〜

2016年
- 1月30日 - MAGiC BOYZの渋谷でチル -Last lesson-〜1年間ありがとう！『渋谷でチル』感動の最終章〜
- 2月3日 - 「祝『ありのままでマジボ』発売！〜マジボ的節分会〜」[14]
- 3月27日 - MAGiC BOYZ リアル中2 卒業パーティー[15]
- 4月17日 - MAGiC BOYZの渋谷でD.D.T.〜その(1)誰でも友達〜 （ゲスト出演：ACE）
- 5月21日 - MAGiC BOYZの渋谷でD.D.T.〜その(2)〜ドクドク…トクン…〜 （ゲスト出演：Jinmenusagi）
- 6月26日 - MAGiC BOYZの渋谷でD.D.T.〜その(3)〜ドキドキ！トーマ！〜
- 7月26日 - MAGiC BOYZの渋谷でD.D.T.〜その(4)〜どんどん！楽しい！〜 （ゲスト出演：抹a.k.a.ナンブヒトシ）

2017年
- 3月27日 - MAGiC BOYZ 平成28年度卒業パーティー
- 4月30日 - MAGiC BOYZ ワンマンライブ〜春の大漁祭〜
- 6月16日 - HMV×MAGiC BOYZ presents 『カニへ西へ』 Vol.1
- 8月5日 - HMV×MAGiC BOYZ presents 『カニへ西へ』 Vol.2

### 出演イベント
2014年
- 11月24日 - 日本青年館で開催された「EBiDAN39&KiDS 星男祭2014」[1]。
- 12月23日 - 渋谷Milky Wayにて開催された「EBiDAN 39&KiDS 〜クリスマスイブイブライブ的な！〜」

2015年
- 2月15日 - サンストリート亀戸で開催された「EBiDAN THE UNiON vol.0」[16]
- 3月29日 - ゲートシティ大崎アトリウムで開催された「EBiDAN THE UNiON vol.1」[17]。
- 4月5日 - 渋谷Milky Wayで開催された「TSUYOSHI FURUKAWA – FIRST MINI LIVE with YOU」[18]。
- 5月24日 - ららぽーと柏の葉で開催された「EBiDAN THE UNiON vol.2」
- 6月21日 - 『YATSUI FESTIVAL! 2015』vuenos
- 6月28日 - オアシス21銀河の広場で開催された「ナガオカ×スクランブル with EBiDAN THE UNiON vol.3」
- 7月12日 - 国際フォーラム ホールAで開催される「EBiDAN THE LIVE 〜Summer Party〜」
- 8月6日 -  恵比寿BATICAで開催されるライブイベント「夏休み！」
- 9月12日 - 青森県弘前市で開催される音楽祭「CROSS.S」[19]。
- 9月27日 - EBiDAN39&KiDS　星男祭2015 / かつしかシンフォニーヒルズ モーツァルトホール[20]
- 11月1日 - 渋谷vuenosで開催された「韻果MATSURI Vol.7」MAGiC BOYZ × ライムベリー 2マンライブ
- 11月14日 - 術ノ穴presents『ササクレフェス2015』渋谷WOMB LIVE[21]。
- 12月20日 - ららぽーと豊洲シーサイドデッキ・メインステージ「EBiDAN THE UNiON vol.4」
- 12月23日 - 渋谷LOUNGE NEOで開催された「mel mel X'mas party!!」
- 12月27日 - 心斎橋hillsパン工場で開催された「MAGiC BOYZ vs オバチャーン 〜年の差半世紀 未知との戦い〜」

2016年
- 3月5日 - オアシス21銀河の広場で開催された「ナガオカ×EBiDANスクランブル」2部
- 3月21日 - 渋谷vuenosで開催される「MIRI生誕祭 MIRIONAIRES 〜18年分の幸せをおすそ分け〜」
- 4月23日 - 「SWISH Tour 2016 supported by BOYS ON STAGE」
- 4月30日 - サンリオピューロランド エンターテイメントホールで開催された「EXTENSION vol.1」
- 6月4日 - 大阪BIGCATで開催された「FILTER88 梅雨の観測SP!!」
- 6月19日 - 「YATSUI FESTIVAL! 2016」
- 7月20日、21日 - 「EBiDAN THE LIVE 2016〜Summer Party〜」
- 7月23日、24日  - 「ニコぶくろ夏フェスタ 2016」
- 7月30日 - 「CBCラジオ夏まつり2016」
- 8月2日 - 「超ライブ×戦極 U-22 MC BATTLE presented by Dreamusic・〜日本初のMCバトルフェス！次世代の最強は誰だ？！〜」

2017年
- 7月30日 - CBCラジオ夏まつり2017
- 8月3日、4日 - 「EBiDAN THE LIVE 2017〜Summer Party〜」

## 出演

### 映画
- イカれてイル?（2016年2月6日） - 主演[22][23]

### テレビ番組
- EBiDANボンバー（2014年7月5日 - 2014年12月27日、BS11）
- EBiDANアミーゴ！（2014年10月14日 - 2017年9月30日、BS日テレ）
- スター☆ドリーマーズ（2016年7月3日 - 、BS朝日）

### インターネット
- MAGiC BOYZの渋谷でチル（月1回、2015年1月 - 2016年1月、Ustream）
- 3月29日 - ニコ生特番「M!LK、さくらしめじ、MAGiC BOYZ総出演 デビュー記念特番」
- MAGiC BOYZの渋谷でD.D.T（月1回、2016年4月 - 2016年7月、Ustream、LINE LIVE）
- MAGiC BOYZ「水曜日のマジボネラ」（不定期、2016年7月 - 2017年7月、LINE LIVE、YouTubeLive、FRESH!）

### ラジオ
- P!P!P! RADiO（2015年9月6日 - 2017年8月27日、Rakuten.FM）
- うしみつドキドキ! EBiDAN THE UNiON（2016年1月 - 12月、不定期、CBCラジオ）

## 書籍
- EBiDAN vol.4（2014年12月5日発売、スターダストピクチャーズ）
- EBiDAN vol.5（2015年3月29日発売、スターダストピクチャーズ）
- EBiDAN vol.6（2015年7月21日発売、スターダストピクチャーズ）
- EBiDAN vol.7（2015年12月17日発売、スターダストピクチャーズ）
- MAGiC BOYZ CALENDAR 2016.4→2017.3  〜ありのままにわがままに 僕たちの今しかない思春期を閉じ込めたい〜（2016年3月27日発売、スターダストピクチャーズ）
- EBiDAN vol.8（2016年7月27日発売、スターダストピクチャーズ）
- EBiDAN vol.9（2016年12月23日発売、スターダストピクチャーズ）